# Stemona tuberosa
Stemona tuberosa es una especie de planta de flor perteneciente a la familia Stemonaceae. Stemona tuberosa es una de las 50 hierbas fundamentales usadas en la medicina tradicional china con el nombre chino de ( 百部; pinyin: bǎi bù).

## Variedades
- Stemona tuberosa var. minor (Hook.f.) C.E.C.Fisch.
- Stemona tuberosa var. moluccana (Blume) ined.
- Stemona tuberosa var. tuberosa
- (enlace roto disponible en Internet Archive; véase el historial, la primera versión y la última).